# Tetrastigma triphyllum
Tetrastigma triphyllum là một loài thực vật hai lá mầm trong họ Nho. Loài này được (Gagnep.) W.T. Wang miêu tả khoa học đầu tiên năm 1979.